# 堤頂交流道
堤頂交流道為國道一號汐五高架的交流道，位於臺灣臺北市內湖區，指標為18.6k。因基隆往來台北與內湖科技園區通勤車流龐大，經常造成尖峰時段車流回堵情形，在上下班尖峰時段常壅塞難行。
|  | 18 堤頂 | 堤頂大道 |

## 鄰近設施及出口預告
需特別注意的是：南向進入交流道後，直到五股交流道才能離開高架段，中間沒有任何出口（因環北交流道只有北出南入；下塔悠交流道僅有北上出口）。

## 時事
在2022臺北市長選舉中，市長候選人陳時中曾提議改善堤頂交流道往北匝道。

## 外部連結
- 國道一號汐五高架堤頂交流道、下塔悠匝道示意圖 （页面存档备份，存于）（交通部高速公路局）